# Parauta
Parauta er en by og kommune i det sydlige Spanien i provinsen Málaga. Den har et indbyggertal på 281 (2024) indbyggere.